# Європейські зимові екстремальні ігри
Європейські зимові екстремальні ігри  (англ. Winter X Games Europe) — це щорічний спортивний захід Всесвітніх екстремальних ігор в Європі, що були проведені вперше в місті Тінь (Савоя) у Франції 10-12 березня 2010 року. Це були перші зимові екстремальні ігри, що проводилися за межами Сполучених Штатів. Ця подія транслювалася на каналі ESPN і каналах Canal+.
Змагання Ігор проходили з таких екстремальних видів спорту: слоупстайл і суперпайп змагання для лижників та сноубордистів серед чоловіків та жінок. Снігохідні вершників демонтрували власні показові виступи.  

## Результати Ігор 2010 року[2][3]

### Сноуборд

#### Слоупстайл чоловіки
| Місце | Назва                 | Результат |
| ----- | --------------------- | --------- |
|       | Ерік Віллетт (США)    | 91.00     |
|       | Сейдж Коценбург (США) | 85.33     |
|       | Словенія Марк Грільч  | 83.66     |

#### Жіночий Слоупстайл
| Місце | Назва                          | Результат |
| ----- | ------------------------------ | --------- |
|       | Дженні Джонс (Велика Британія) | 92.33     |
|       | Х'єрсті Естгор Буос (Норвегія) | 86.66     |
|       | Сина Кандріан (Швейцарія)      | 83.00     |

#### Суперпайп чоловіки
| Місце | Назва                       | Результат |
| ----- | --------------------------- | --------- |
|       | ЮрійПодладчиков (Швейцарія) | 98.00     |
|       | Матьє Крепель (Франція)     | 95.00     |
|       | Луі Віто (США)              | 92.33     |

#### Жіночий Суперпайп
| Місце | Назва                    | Результат |
| ----- | ------------------------ | --------- |
|       | Кейтлін Фаррінгтон (США) | 97.00     |
|       | Тора Брайт (Австралія)   | 95.00     |
|       | Софі Родрігес (Франція)  | 87.00     |

### Катання на лижах

#### Слоупстайл чоловіки фінал
| Місце | Ім'я                                              | Старт 1 | Старт 2 | Старт 3 | Результат |
| ----- | ------------------------------------------------- | ------- | ------- | ------- | --------- |
|       | Том Уолліш (США)                                  | 84.00   | 94.00   | 93.66   | 94.00     |
|       | Боббі Браун (США)                                 | 47.00   | 48.33   | 93.00   | 93.00     |
|       | Йоссі Уеллс (Нова Зеландія)                       | 89.00   | 84.00   | 30.00   | 89.00     |
| 4     | Т. Дж. Шиллер (Канада)                            | 65.00   | 68.33   | 88.00   | 88.00     |
| 5     | Генрік Гарлаут (Швеція)                           | 85.33   | 18.33   | 87.33   | 87.33     |
| 6     | Андреас Хетвейт (Норвегія)                        | 83.00   | 87.00   | 85.00   | 87.00     |
| 7     | Еліас Амбюль (Швейцарія) Еліас Амбюль (Швейцарія) | 35.00   | 84.66   | 85.00   | 85.00     |
| 8     | Алекс Шлопі (США)                                 | 72.33   | 58.00   | 22.33   | 72.33     |

#### Фінал жіночого Слоупстайлу
| Місце | Ім'я                       | Старт 1 | Старт 2 | Старт 3 | Результат |
| ----- | -------------------------- | ------- | ------- | ------- | --------- |
|       | Кая Турські (Канада)       | 89.00   | 93.66   | 47.66   | 93.66     |
|       | Кері Герман (США)          | 71.00   | 84.00   | 43.33   | 84.00     |
|       | Ешлі Бертсбі (США)         | 80.00   | 83.33   | 77.33   | 83.33     |
| 5     | Анна Сігал (Австралія)     | 76.00   | 41.33   | 82.66   | 82.66     |
| 5     | Лена Штофель (Німеччина)   | 65.00   | 68.00   | 66.33   | 68.00     |
| 6     | Грете Еліасен (Норвегія)   | 50.00   | 26.00   | 56.00   | 56.00     |
| 7     | Сара Берк (Канада)         | 41.00   | 30.66   | 31.66   | 41.00     |
| 8     | Розалінд Гройнеуд (Канада) | 28.66   | -       | -       | 28.66     |

#### Суперпайп чоловіки фінал
| Місце | Ім'я                         | Старт 1 | Старт 2 | Старт 3 | Результат |
| ----- | ---------------------------- | ------- | ------- | ------- | --------- |
|       | Кевін Роллан (Франція)       | 95.00   | 76.00   | 95.66   | 95.66     |
|       | Ксав'є Бертоні (Франція)     | 80.66   | 89.33   | 92.00   | 92.00     |
|       | Джастін Дорей (Канада)       | 86.66   | 38.00   | 10.00   | 86.66     |
| 4     | Майк Ріддл (Канада)          | 56.33   | 85.00   | 40.66   | 85.00     |
| 5     | Байрон Веллс (Нова Зеландія) | 84.33   | 23.33   | 15.00   | 84.33     |
| 6     | Джоссі Веллс (Нова Зеландія) | 36.33   | 82.66   | 35.66   | 82.66     |
| 7     | Такер Перкінс (США)          | 79.33   | 80.33   | 54.00   | 80.33     |
| 8     | Антті Кемпайнен (Фінляндія)  | 50.00   | 70.33   | 75.33   | 75.33     |

#### Фінал жіночого Суперпайп
| Місце | Ім'я                       | Старт 1 | Старт 2 | Старт 3 | Результат |
| ----- | -------------------------- | ------- | ------- | ------- | --------- |
|       | Ден Гудак (США)            | 90.33   | 90.33   | 91.66   | 91.66     |
|       | Розалінд Гройнеуд (Канада) | 70.00   | 84.66   | 79.66   | 84.66     |
|       | Анаіс Карадеус (Франція)   | 23.33   | 82.66   | 83.33   | 83.33     |
| 4     | Віргінія Файвр (Швейцарія) | 72.66   | 77.33   | 81.66   | 81.66     |
| 5     | Данія Ассалі (Канада)      | 60.00   | 36.33   | 78.33   | 78.33     |
| 6     | Сара Берк (Канада)         | 76.00   | 18.33   | 40.00   | 76.00     |
| 7     | Мір'ям Джагер (Швейцарія)  | 64.66   | 66.00   | 74.00   | 74.00     |
| 8     | Меган Ганнінг (Канада)     | 61.66   | 46.66   | 30.00   | 61.66     |

## Результати Ігор 2011 року[4]
Другі європейські зимові екстремальні ігри проходили також в м. Тінь (Франція) з 16 по 18 березня 2011 року.

### Катання на лижах

#### Чоловіки, Слопастиль, фінал
| Місце | Ім'я                                                                               | Старт 1 | Старт 2 | Старт 3 | Результат |
| ----- | ---------------------------------------------------------------------------------- | ------- | ------- | ------- | --------- |
|       | JF Houle (CAN)(CAN)                                                                | 88.00   | 94.33   | 19.66   | 94.33     |
|       | Андреас Хетвейт (NOR)(Норвегія)                                                    | 75.00   | 92.33   | 89.33   | 92.33     |
|       | Джеймс Вудс (UK)(Велика Британія)                                                  | 89.66   | 55.00   | 25.00   | 89.66     |
| 4     | Рассел Хеншоу (AUS)(Австралія) Рассел Хеншоу (Австралія) Рассел Хеншоу (Австралія) | 88.33   | 41.66   | 41.66   | 88.33     |
| 5     | Філ Касабон (USA)(США)                                                             | 15.00   | 80.66   | 51.33   | 80.66     |
| 6     | Алекс Шлопі (USA)(США)                                                             | 32.33   | 77.33   | 38.66   | 77.33     |
| 7     | Гус Кенворті (USA)(США)                                                            | 70.00   | 76.00   | 32.33   | 76.00     |
| 8     | Боббі Браун (USA)(США)                                                             | 36.66   | 65.00   | 30.00   | 65.00     |

#### Жіночий Слоупстайл
| Місце | Ім'я                        | Старт 1 | Старт 2 | Старт 3 | Результат |
| ----- | --------------------------- | ------- | ------- | ------- | --------- |
|       | Кая Турські (CAN)(Канада)   | 20.00   | 89.66   | 92.00   | 92.00     |
|       | Кері Герман (USA)(США)      | 85.00   | 41.66   | 89.00   | 89.00     |
|       | Кім Ламарр (CAN)(Канада)    | 86.66   | 66.33   | 88.33   | 88.33     |
| 5     | Анна Сігал (AUS)(Австралія) | 80.00   | 84.00   | 28.33   | 84.00     |
| 5     | Девін Логан (USA)(США)      | 83.66   | 10.66   | 0.00    | 83.66     |
| 6     | Ешлі Бертсбі (USA)(США)     | 76.66   | 23.33   | 76.66   | 76.66     |

#### Чоловіки, Суперпайп, фінал
| Місце | Ім'я                             | Старт 1 | Старт 2 | Старт 3 | Результат |
| ----- | -------------------------------- | ------- | ------- | ------- | --------- |
|       | Кевін Роллан (FRA)(Франція)      | 93.00   | 80.66   | 79.66   | 93.00     |
|       | Джастін Дорей (CAN)(Канада)      | 90.00   | 48.33   | 88.33   | 90.00     |
|       | Торін Ятер-Уоллес (USA)(США)     | 65.00   | 81.66   | 88.00   | 88.00     |
| 4     | Саймон Дюмон (USA)(США)          | 70.00   | 87.00   | 85.33   | 87.00     |
| 5     | Томас Кріф (FRA)(Франція)        | 59.33   | 85.00   | 25.00   | 85.00     |
| 6     | Дункан Адамс (USA)(США)          | 78.66   | 64.66   | 68.66   | 78.66     |
| 7     | Йоссі Веллс (NZL)(Нова Зеландія) | 35.00   | 71.66   | 41.66   | 71.66     |
| 8     | Дейвід Вайс (USA)(США)           | 15.00   | 20.00   | 68.00   | 68.00     |

#### Жінки, Суперпайп, фінал
| Місце | Ім'я                            | Старт 1 | Старт 2 | Старт 3 | Результат |
| ----- | ------------------------------- | ------- | ------- | ------- | --------- |
|       | Сара Берк (CAN)(Канада)         | 79.00   | 23.33   | 95.33   | 95.33     |
|       | Анаіс Карадеус (FRA)(Франція)   | 93.00   | 35.00   | 10.66   | 93.00     |
|       | Девін Логан (USA)(США)          | 90.00   | 91.33   | 35.00   | 91.33     |
| 4     | Віргінія Файвр (SUI)(Швейцарія) | 85.00   | 86.00   | 87.00   | 87.00     |
| 5     | Келті Хансен (CAN)(Канада)      | 75.00   | 83.00   | 77.33   | 83.00     |
| 6     | Розалін Гройнеуд (CAN)(Канада)  | 80.00   | 77.66   | 71.33   | 80.00     |
| 7     | Катріен Аертс (BEL)(Бельгія)    | 60.00   | 62.66   | 55.00   | 62.66     |
| 8     | Мір'ям Джагер (SUI)(Швейцарія)  | 53.33   | 46.00   | 27.33   | 53.33     |

## Результати Ігор 2012 року[5]
Треті Європейські зимові екстремальні ігри проходили також в м. Тінь (Франція) з 14 по 16 березня 2012 року.

### Катання на лижах

#### Чоловіки, слоупстайл, фінал
| Місце | Ім'я                                               | Старт 1 | Старт 2 | Старт 3 | Результат |
| ----- | -------------------------------------------------- | ------- | ------- | ------- | --------- |
|       | Боббі Браун (USA)(США)                             | 94.00   | 95.00   | 92.66   | 95.00     |
|       | Том Волліш (USA)(США)                              | 92.33   | 56.00   | 93.33   | 93.33     |
|       | Андреас Гетвейт (NOR)(Норвегія)                    | 89.00   | 92.00   | 32.33   | 92.00     |
| 4     | Джеймс Вудс (UK)(Велика Британія)                  | 87.00   | 31.66   | 91.66   | 91.66     |
| 5     | Алекс Бельмаре (CAN)(Канада)                       | 91.33   | 26.00   | 78.66   | 91.33     |
| 6     | Нік Геппер (USA)(США)                              | 79.33   | 88.33   | 70.66   | 88.33     |
| 7     | Джосс Крістенсен (USA)(США) Джосс Крістенсен (США) | 75.33   | 80.33   | 86.33   | 86.33     |
| 8     | Рассел Хеншоу (AUS)(Австралія)                     | 61.66   | 67.33   | 10.00   | 67.33     |

#### Жінки, слоупстайл, фінал
| Місце | Ім'я                         | Старт 1 | Старт 2 | Старт 3 | Результат |
| ----- | ---------------------------- | ------- | ------- | ------- | --------- |
|       | Кая Турські (CAN)(Канада)    | 90.66   | 92.66   | 77.66   | 92.66     |
|       | Анна Сігал (AUS)(Австралія)  | 84.66   | 91.00   | 88.00   | 91.00     |
|       | Дара Гауелл (CAN)(Канада)    | 88.66   | 89.66   | 84.33   | 89.66     |
| 5     | Девін Логан (USA)(США)       | 70.33   | 88.00   | 29.66   | 88.00     |
| 5     | Емілія Вінт (USA)(USA)       | 85.66   | 87.00   | 23.66   | 87.00     |
| 6     | Евелін Бенд (SUI)(Швейцарія) | 84.00   | 84.33   | 82.66   | 84.33     |
| 7     | Ешлі Бертсбі (USA)(США)      | 38.66   | 76.00   | 81.33   | 81.33     |
| 8     | Кері Герман (USA)(США)       | 78.00   | 62.00   | 44.00   | 78.00     |

#### Чоловіки, суперпайп, фінал
| Місце | Ім'я                          | Старт 1 | Старт 2 | Старт 3 | Результат |
| ----- | ----------------------------- | ------- | ------- | ------- | --------- |
|       | Торін Ятер-Уоллес (USA)(США)  | 93.00   | 45.33   | 95.00   | 95.00     |
|       | Томас Кріф (FRA)(Франція)     | 87.66   | 91.66   | 38.66   | 91.66     |
|       | Девід Вайс (USA)(USA)         | 70.33   | 90.33   | 86.66   | 90.33     |
| 4     | Джастін Дорей (CAN)(Канада)   | 65.33   | 90.00   | 86.00   | 90.00     |
| 5     | Ной Боумен (CAN)(Канада)      | 38.33   | 85.00   | 85.00   |           |
| 6     | Ксав'є Бертоні (FRA)(Франція) | 81.00   | 41.33   | 72.66   | 81.00     |
| 7     | Гус Кенворті (USA)(США)       | 57.33   | 37.00   | 23.33   | 57.33     |
| 8     | Метт Маргеттс (CAN)(Канада)   | 23.00   | 38.00   | 14.00   | 38.00     |

#### Жінки, суперпайп, фінал
| Місце | Ім'я                            | Старт 1 | Старт 2 | Старт 3 | Результат |
| ----- | ------------------------------- | ------- | ------- | ------- | --------- |
|       | Розалінд Гройнеуд (CAN)(Канада) | 86.66   | 82.66   | 89.33   | 89.33     |
|       | Девін Логан (USA)(США)          | 82.00   | 87.00   | 87.66   | 87.66     |
|       | Анаіс Карадеус (FRA)(Франція)   | 34.00   | 18.33   | 85.00   | 85.00     |
| 4     | Віргінія Файвр (SUI)(Швейцарія) | 75.66   | 60.33   | 81.66   | 81.66     |
| 5     | Меган Ганнінг (CAN)(Канада)     | 39.33   | 21.66   | 77.00   | 77.00     |
| 6     | Медді Боумен (USA)(США)         | 75.33   | 74.33   | 73.00   | 75.33     |
| 7     | Онодзука Аяна (JPN)(Японія)     | 73.00   | 62.00   | 27.00   | 73.00     |
| 8     | Катрін Аертс (BEL)(Бельгія)     | 65.66   | 58.00   | 17.66   | 65.66     |